# Торн, Наутика
Наутика Торн (англ. Nautica Thorn; род. 13 июня 1984, Ваипаху, Гавайи) — американская порноактриса. Торн — наполовину японка, на четверть пуэрториканка и на четверть гавайка.

## Биография
По словам Наутики Торн, она потеряла девственность в 14 лет. До 16-и лет жила на Гавайях, затем переехала в Калифорнию. Её первой работой была должность специалиста по маркетингу в звукозаписывающей компании. В 18 лет она стала стриптизёршей. Во время одного из выступлений Наутики её заметил агент и предложил сниматься обнажённой для порнографических сайтов. Со временем она стала сниматься в сценах мастурбации и жёсткой порнографии.
Поначалу она снималась в порно ежедневно, но затем снизила свою активность до пяти-шести съёмочных дней в месяц. Торн приняла участие в реалити-шоу канала Fox Network под названием My Bare Lady («Моя обнажённая леди»), в котором четыре порнозвезды (одной из которых была Наутика) пробовали себя в классической драме на театральной сцене.
В 2011 году журнал Complex поставил её на 21 место в списке «50 самых горячих азиатских порнозвёзд всех времен».
Также Наутика снялась в роли стриптизёрши в эпизоде голливудской комедии «Немножко беременна» (Knocked Up).
По данным на 2013 год, Наутика Торн снялась в 369 порнофильмах и срежиссировала 6 порнолент.